# Sung Han-bin
Dans ce nom coréen, le nom de famille, Sung, précède le nom personnel.
Sung Han-bin (coréen : 성한빈), né le 13 juin 2001 à Cheonan, est un chanteur, danseur et animateur de télévision sud-coréen. Il est le leader du groupe Zerobaseone, après avoir terminé deuxième de l'émission Boys Planet en 2023,.

## Biographie

### Jeunesse et formation
Sung Han-bin est né le 13 juin 2001 à Cheonan dans la province du Chungcheong du Sud. Il a une sœur cadette née en 2005, Sung Han-areum, qui fait partie de l'équipe nationale d'escalade de Corée du Sud. Pendant son adolescence, il développe un intérêt pour la street dance et se spécialise en tutting et en waacking. Encore au lycée, il participe à plusieurs compétitions et entame une carrière de danseur. En 2018, il a notamment participé à la performance de Wanna One sur leur titre Boomerang à l'occasion du SBS Gayo Daejeon. En 2019, il est monté sur scène aux côtés de BTS pour leur performance du titre Dionysus aux Mnet Asian Music Awards.
Dans l'optique de devenir idole, Sung Han-bin intègre d'abord les rangs de Cube Entertainment avant de rejoindre l'agence Studio GL1DE. Il s'entraîne pendant un an et huit mois avant de rejoindre Boys Planet,. En parallèle de sa formation artistique, il travaille comme barista dans le café de sa mère. En 2024, il est diplômé du département de K-pop de l'Institut Dong-Ah des médias et des arts.

### 2022 - Présent:Boys Planetet Zerobaseone
Le 29 décembre 2022, Sung Han-bin est révélé comme faisant partie des 98 candidats au concours de téléréalité sud-coréen Boys Planet de Mnet, qui sera diffusé du 2 février au 20 avril 2023 avec pour projet la création d'un groupe de K-pop multinational. Le même jour est diffusée une performance de l'ensemble des participants du thème d'ouverture de l'émission intitulé Here I Am (난 빛나). Lors de cette performance, Sung Han-bin occupe la position convoitée de « center » du « K-Group » (groupe regroupant les 49 candidats coréens),. Pendant le premier épisode de Boys Planet diffusé le 2 février 2023, Sung Han-bin apparaît comme l'unique représentant de l'agence Studio GL1DE. Il démontre ses talents pour la danse et le chant en reprenant le titre Beautiful Beautiful du groupe ONF à l'occasion de la première évaluation intitulée « star level test ». De plus, il se distingue immédiatement par ses aptitudes en waacking au cours d'une battle de danse improvisée face à Lip J, « dance master » de l'émission et spécialiste de ce style de danse,. 
Pendant toute la durée de Boys Planet, Sung Han-bin excelle dans chacune des missions et se maintient continuellement à la première place du classement du vote du public. Lors de la finale diffusée le 20 avril 2023, il termine finalement deuxième derrière Zhang Hao et intègre le groupe Zerobaseone,,. Le 11 mai 2023, il est annoncé que Sung Han-bin occupera la place de leader du groupe.
Le 10 juillet 2023, Sung Han-bin fait officiellement ses débuts comme idole au sein du groupe Zerobaseone avec la sortie du premier mini-album Youth in the Shade et du premier single In Bloom,.
Le 7 septembre 2023, il devient présentateur de l'émission musicale M Countdown aux côtés de Miyeon. Afin de marquer sa première apparition, Sung Han-bin offre une reprise du titre INVU de Taeyeon,.
Depuis ses débuts dans M Countdown, Sung Han-bin accumule de l'expérience en tant que présentateur. Il est notamment choisi comme maître de cérémonie aux côtés de Jang Won-young lors des Asia Artist Awards en 2023 et en 2024,. De plus, il est fréquemment sollicité pour assurer la présentation des conventions de KCON.
Le 7 juin 2024, il est annoncé qu'il succède à Song Kang à la présentation du programme de téléréalité I-Land 2: N/a, émission de survie de K-pop qui voit naître le groupe Izna.
En juillet 2024, Sung Han-bin est sélectionné comme « Artist of the Month » par la chaîne YouTube Studio Choom, une chaîne rattachée à Mnet qui donne à quelques artistes de K-pop reconnus pour leurs talents en danse l'opportunité de réaliser une performance inédite filmée par leurs soins. Sung Han-bin choisit d'interpréter une chorégraphie qui souligne notamment son talent pour le tutting, accompagnée d'un titre original Bad Boy,.
Lors de la Seoul Fashion Week de septembre 2024, il effectue son premier défilé en tant que mannequin en même temps que Kim Gyu-vin, membre de Zerobaseone, pour la marque Miss Gee Collection de la créatrice de mode sud-coréenne Ji Chun-hee.
Le 28 mars 2025, Mnet annonce Sung Han-bin comme animateur de World of Street Woman Fighter, la prochaine saison de l'émission de compétition de street dance Street Woman Fighter, anciennement présentée par Kang Daniel.
Le 5 juin 2025, il est révélé que les vainqueurs de l'émission Boys Planet, Zhang Hao et Sung Han-bin, serviront de mentors particuliers pour les candidats de la deuxième saison du programme nommée Boys II Planet.

## Discographie

### Singles
| Année                                                           | Titre   | Classements | Classements | Classements | Album      |
| Année                                                           | Titre   | COR         | JAP         | MON         | Album      |
| --------------------------------------------------------------- | ------- | ----------- | ----------- | ----------- | ---------- |
| 2024                                                            | Bad Boy | —           | —           | —           | Hors album |
| "—" indique que le single ne s'est pas classé dans cette région |         |             |             |             |            |

### Bandes originales
| Année                                                          | Titre                       | Classement | Album                             |
| Année                                                          | Titre                       | COR        | Album                             |
| -------------------------------------------------------------- | --------------------------- | ---------- | --------------------------------- |
| 2023                                                           | Luv Luv Luv (avec Jo Yu-ri) | —          | My Lovely Liar OST                |
| 2025                                                           | Champion (Prod. The Hub)    | 108        | World of Street Woman Fighter OST |
| "—" indique que le titre ne s'est pas classé dans cette région |                             |            |                                   |

## Filmographie

### Émissions de télévision
| Année          | Titre                         | Chaîne | Rôle                | Notes                                                           | Réf.   |
| -------------- | ----------------------------- | ------ | ------------------- | --------------------------------------------------------------- | ------ |
| 2023           | Boys Planet                   | Mnet   | Candidat            | Termine à la deuxième place, devenant membre de Zerobaseone     | ,      |
| 2023 - Présent | M Countdown                   | Mnet   | Présentateur        | Avec Miyeon (2023), Sohee (2024-2025) et Jaehyun (2024-Présent) | ,      |
| 2024           | I-Land 2: N/a                 | Mnet   | Présentateur        | Partie 2 - Deuxième saison de I-Land                            | [ 24 ] |
| 2025           | World of Street Woman Fighter | Mnet   | Présentateur        | Troisième saison de Street Woman Fighter                        | [ 28 ] |
| 2025           | Boys II Planet                | Mnet   | Special Idol Master | Deuxième saison de Boys Planet                                  | [ 29 ] |

### Émissions numériques
| Année | Titre             | Plateforme | Rôle      | Notes          | Réf.   |
| ----- | ----------------- | ---------- | --------- | -------------- | ------ |
| 2023  | Blossom with Love | TVING      | Panéliste | Épisodes 1 & 2 | [ 32 ] |